# Skálmarfjörður
Der Skálmarfjörður (isl. Hosenbeinfjord) ist ein Fjord in den Westfjorden von Island.
Der Fjord hat etwa die Form eines Stiefels wie Italien.
Dabei bildet der kurze Nebenfjord Vattarfjörður den breiten Absatz.
Nur in der schmalen Stiefelspitze verläuft an der Nordküste der Vestfjarðavegur .
Vom Fjordinneren führte früher ein Weg durch das Skálmardalur und die Skálmardalsheiði durch das Gervidalur oder Gjörvidalur bis zum inneren Ísafjörður im Ísafjarðardjúp.
Der Skálmarfjörður liegt im Norden des Breiðafjörður.
Er ist 2,5 km breit und reicht 15 km weit in das Land.
Östlich des Fjordes ragt die Landzunge Svínanes bis auf eine Höhe von 470 Metern und im Westen die Halbinsel Skálmarnes bis auf 344 Meter empor.
Im Skálmarfjörður gibt es jetzt keine ständig bewohnten Höfe mehr.